# Thierry Amstutz
Pour les articles homonymes, voir Amstutz.
Thierry Amstutz, né à Neuchâtel, le 19 avril 1959, est un horloger et un écrivain suisse.

## Biographie
Thierry Amstutz naît le 19 avril 1959 à Neuchâtel.
Il suit sa scolarité primaire à Auvernier et secondaire à Colombier, puis étudie quatre ans au Technicum de La Chaux-de-Fonds, où il rencontre de grands maîtres en horlogerie, Jean-Claude Nicolet et André Curtit.[réf. nécessaire]
Il travaille huit mois dans le service après-vente d'Ébauches SA, puis ouvre un atelier à Auvernier en 1981.
Depuis 1995, il est technicien et un démonstrateur des trois automates mécaniques de Pierre et Henri-Louis Jaquet-Droz : L’Écrivain, La Musicienne et Le Dessinateur, exposés au Musée d'art et d'histoire de Neuchâtel. 

## Vie associative
Thierry Amstutz a commencé le judo à l’âge de six ans. Il a remporté de nombreuses médailles au niveau national et international[source insuffisante]. Il est le président du Judo Sport Auvernier depuis 1981. Membre du comité de l'Association neuchâteloise de judo (ANJ) depuis 1981, tout d'abord secrétaire (8 ans), puis vice-président (9 ans) et président (10 ans), il quitte la direction de l'Association en 2008[source insuffisante]. Il est nommé président d'honneur de l'ANJ le 25 janvier 2008.
L’Association des artisans, commerçants et amis d’Auvernier, fondée en 1976, n’était plus en activité depuis 1985. Sous l’impulsion de Thierry Amstutz, la première assemblée constitutive a eu lieu le lundi 25 avril 2005. Depuis cette date, de nombreuses manifestations font vivre le village. Après dix années à la tête de la direction, le titre de président d’honneur de l’Association des artisans et commerçants d’Auvernier lui est décerné le 17 février 2014.
Après la parution de son premier roman, en 2012, La Pendule du souvenir (Éditions Slatkine), il est admis membre de l’Association des écrivains neuchâtelois et jurassiens lors de l’Assemblée générale du 18 mai 2013. Le 24 mai 2014, il est élu président.

## Reportage
- Rencontre avec un homme qui vit au rythme des pendules, RTS, 10 août 2012